# التوقيع على إعلان استقلال صوماليلاند
وقع التوقيع على إعلان استقلال صوماليلاند في 5 مايو بقرار من مؤتمر بوراو الكبير. في الاجتماع الوطني الثاني في 18 مايو، أعلنت اللجنة المركزية للحركة الوطنية الصومالية ، بدعم من اجتماع شيوخ يمثلون العشائر الرئيسية في المناطق الشمالية، استعادة جمهورية أرض الصومال في أراضي الدولة المستقلة التي لم تدم طويلاً. من أرض الصومال وشكلت حكومة للبلد المعلن من جانب واحد.

## قائمة الموقعين

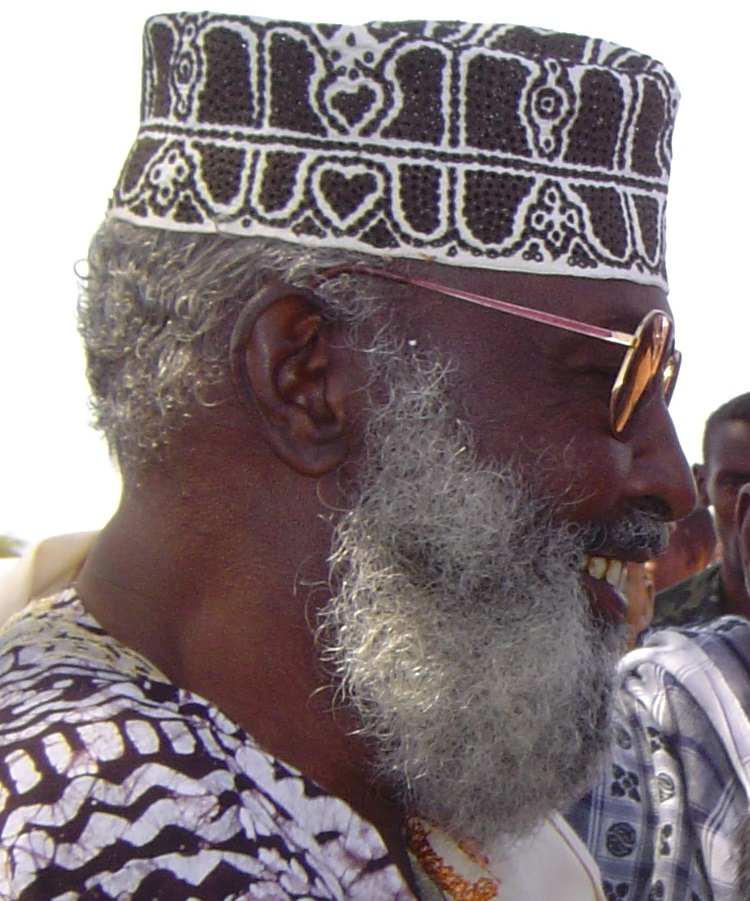
غاراد كبديقاني من دولبهانت الذي قدم قضية الخلافة

وقع سبعة عشر سلاطين صومالي من سول وسناج وأودال ووقويي غالبيد وتوغدير إعلان استقلال صوماليلاند.
وقويي جالبيد
1. سلطان محمد فرح
2. سلطان عبدي ش. يخجل
3. سلطان محمد سلطان عبدي قادر
4. السلطان السحرييد سلطان ديري
5. السلطان إسماعيل موسى
توغدير
6. السلطان يوسف سلطان هيرسي
سناج
7. سلطان رشيد سلطان علي
8. السلطان إسماعيل سلطان محمد
9. احمد شيخ صلالة
سول
10. الشيخ ضاهر حاجي حسن
11. احمد حرسي أول
أودال
12. سلطان محمد جامع
13. الشيخ موسى جامع
14. حسن كومار سمتار
15. محمد ورسام شيل
سول
16. غراد عبدي قاني غرعد جامع
17. سلطان علي موسى

## مجلس وزراء صوماليلاند الأول (1991)
أول حكومة لأرض الصومال برئاسة عبد الرحمن أحمد علي تور كرئيس لأرض الصومال وحسن عيسى جاما كنائب لرئيس أرض الصومال . كان أول مجلس للوزارات أقرته اللجنة المركزية لحركة النقل الوطني على النحو التالي: